# Parazitiranje legla
Parazitiranje legla je prije svega stručni pojam koji koriste ornitolzi, ali se koristi i u drugim područjima zoologije, kao primjerice u entomologiji. Pod tim se smatra ponašanje nekih životinjskih vrsta koje ne podižu svoje mladunce, nego polože jaje u tuđe gnijezdo ili leglo, i sav posao prepuštaju zamjenskim roditeljima (domaćini) koji potom leže na jaju, hrane i podižu mladunče koje najčešće nije njihove vrste. U većini slučajeva, ovo parazitiranje tuđeg legla ima negativne posljedice na reprodukciju zamjenskih roditelja.
Na taj način, ovi paraziti legla izbjegavaju napor brige o jajima i mladuncima. Kako ne moraju hraniti mladunce, mogu sami pojesti više, a to im omogućuje da mogu položiti veći broj jaja. Nedostatak ove strategije razmnožavanja je, da neki domaćini prepoznaju tuđe leglo (jaje ili mladunca) i izbace ga, ili napuste leglo i na drugom mjestu započinju sasvim novo leglo.
Postoje prije svega dvije vrste parazitiranja: parazitiranje unutar iste vrste i parazitiranje različitih vrsta.

## Parazitiranje unutar iste vrste (intraspecifično)
Kod ove varijante parazitiranja legla ženka polaže svoje jaje u gnijezdo para ili ženke iste vrste. Da li ona pri tome i sama ima svoje leglo, može biti individualno ili ovisno o vrsti, različito. Ovaj oblik parazitizma je teško dokaziv, tako da postoji mogućnost da je puno češće nego se do sada pretpostavljalo. Mnoge patkarice, kao i neke vrste koje se gnijezde u kolonijama, (kao na primjer neke vrste iz porodice vrana ili lastavica). Uvijek kad su legla neuobičajeno velika, treba misliti na ovaj oblik parazitizma. Međutim, razgraničenje između ove pojave i pojave zajedništva u podizanju legla je vrlo blago i ponekad nejasno, tako da se ova pojava ponekad ne može nazvati parazitiranjem s negativnim posljedicama za reprodukcijske izglede domaćina.

## Parazitiranje različitih vrsta (interspecifično)
Ova vrsta parazitizma uvijek se može lako utvrditi. Uglavnom je u tuđe gnijezdo položeno samo jedno jaje. Kad potomci parazitirajuće vrste odrastaju u gnijezdu roditelja-domaćina, u pravilu su krupniji od njihovog potomstva, a često su veći i od njih samih. Ova razlika u veličini im daje prednost jer dobivaju više hrane od potomstva domaćina, a često mogu i kratko nakon valjenja druge ptiče i ostala jaja izbaciti iz gnijezda i u njemu ostati sami. 
Ovaj oblik parazitizma može biti fakultativan ili obavezan.
Kod fakultativnog parazitiranja, parazitirajući roditelji obično imaju istovremeno i vlastito leglo. Polažu jaja obično pojedinačno, rijetko po dva jaja. Ovdje gotovo uvijek domaćini podižu uz svoje i tuđe mladunče, tako da je potrebna snažna sinkronizacija između parazita i domaćina u veličini jaja, trajanju inkubacije i prehrambenih navika. 
Obavezni paraziti, kakvih je do danas poznato oko 80 vrsta, nemaju uopće vlastito leglo. Polažu po jedno, rijetko dva jaja u gnijezdo domaćina. Pri tome, odabir domaćina može biti vrlo različit, kako po broju tako i po vrstama. Neke vrste čvorkaša parazitiraju gotovo isključivo vrste iste porodice (Icteridae). Sve vrste porodice udovica (Viduidae) parazitiraju neke vrste iz porodice estrilda (Estrildidae). Ovdje mladunci udovica ne bacaju iz gnijezda domaćina jaja ili mladunce estelida. Mladunci udovica imaju jednako preje, istu šaru u grlu, a čak se vrlo slično glasaju i kreću kao mladunci estelida dok traže hranu od roditelja. Specijalitacija na određenu vrstu domaćina ide tako daleko, da se uspješni mužjaci glasaju kao mužjaci iste ali i mužjaci vrste domaćina.
Isto tako, čini se da su i sve vrste porodice medovođa (Indicatoridae) obavezni paraziti legla. 
U parazitiranju legla različitih vrsta posebno uspješno je više od 50 od ukupno oko 140 vrsta porodice pravih kukavica (Cuculidae). Sve ove vrste su obavezni paraziti. Pored tih pedesetak vrsta obaveznih parazita, još neke ove porodice parazitiraju, ali i zasnivaju vlastito leglo, ako su uvjeti posebno povoljni. Takav oblik ponašanja može se smatrati kao evolucijski prijelazni oblik prema obaveznom parazitiranju. Kod obavezno paratizirajućih pravih kukavica je "kvaliteta" parazitiranja vrlo visoka, jer leglo domaćina u pravilu izbaci iz gnijezda ili ženka dok polaže svoje jaje, ili to kasnije uradi tek izleženi mladi parazit. U tu svrhu brojne vrste pravih kukavica razvile su niz prilagodbi:
- Sinkronizirano dozrijevanje jaja: dozrijevanje vjerojatno stimulira promatranje gradnje gnijezda domaćina
- Ubrzano polaganje jaja: Paraziti moraju vrlo brzo položiti jaje, jer domaćini bi mogli vrlo osjetljivo reagirati na parazita u vlastitom gnijezdu. Neke vrste kukavica mogu potpuno zrelo jaje zadržati u jajovodu i u povoljnom ga trenutku vrlo brzo položiti.

- Veličina jaja i mimikrija: Mnoge kukavice imaju jaja prilagođena veličinom i bojom jajima domaćina.
- Tek izleženi mladunci nekih rodova (Cuculus, Caccomantis i Chrysococcis) kukavica određenim pokretima leđa izbacuju mladunce i još neizvaljena jaja domaćina iz gnijezda. Neke vrste su u tu svrhu razvile maleno udubljenje na leđima.
- Pilići većine parazitirajućih kukavica, ali i pilići nekih drugih parazitirajućih vrsta, vale se nakon kraćeg trajanja inkubacije od one domaćina i rastu, naročito u prvim danima, vrlo brzo. To im daje odlučujuću prednost pred mladuncima domaćina u prehrani i rastu.

Vjerojatno neki paraziti promatraju ponašanje domaćina nakon što u njih polože jaje. Utvrđeno je, da parazit ponekad uništi gnijezdo i leglo u njemu ako domaćin izbaci parazitovo jaje iz svog gnijezda.

## Druge vrste
Parazitizam je vrlo rasprostranjen među kukcima. Tako su na primjer sve pčele iz roda Nomada i neke vrste osa su obavezni paraziti legla. Ove pčele parazitiraju prije svega legla pčela iz roda Andrena. Kako je većina ovih obavezno parazitirajućih vrsta pčela fiksirana samo na određenu vrstu domaćina, njihovo značajno razmnožavanje može ugroziti opstanak populacije vrste domaćina, što opet povlači za sobom lokalni slom populacije parazitne vrste. I u porodici Syrphidae je čitav niz vrsta obaveznih parazita legla, na primjer Volucella pellucens.  
Poznata je samo jedna vrsta riba koje su paraziti legla. To je Synodontis multipunctatus, koji nastanjuje uglavnom jezero Tanganjika. Ta vrsta uspijeva podmetnuti svoja jaja (ikra) vrstama porodice Ciklida (Cichlidae) koji jaja čuvaju u ustima do valjenja, a o mladima brinu na isti način još neko vrijeme nakon izlaska iz jaja.